# Madalena da França
Madalena da França ou Madalena de Valois (em francês:  Madeleine de France; Tours, 1 de dezembro de 1443 — Pamplona, 21 de janeiro de 1495) foi princesa de Viana e regente de Navarra. Ela era filha do rei Carlos VII de França e de Maria de Anjou. Foi regente para seus filhos, Francisco I de Foix e Catarina de Foix.

## Biografia
Madelena estava noiva de Ladislau V da Hungria quando ele morreu repentinamente em Praga, no Reino da Boémia, em 23 de novembro de 1457, enquanto se preparava para o casamento.
Em 7 de Março de 1461, casou-se com o então Príncipe de Viana, Gastão de Foix.
Ficou viúva em 1470, depois da morte de Gastão de Foix, em consequência das feridas que sofreu em um torneio, e que foram mal curadas. No ano de 1479 morria a rainha Leonor I recaindo a coroa sobre Francisco e ficando Madalena como regente do reino até que seu filho alcançara a maioridade. Foram momentos de grande pressão por parte dos reinos de Castela e França, interessados em casar o jovem rei com alguma de suas candidatas. Em 30 de janeiro de 1483, morreu Francisco I em Pau, passando a coroa a sua irmã.
Madalena continuou atuando como regente, dessa vez para sua filha Catarina, também menor de idade. Ela casou-se com João de Albret para cessar as pressões por parte de Castela e França. No entanto, isto lhe granjeara a inimizade de Castela que havia proposto como candidato, o herdeiro dos Reis Católicos, o príncipe João.

## Descendência
- Francisco (1466 - 1483), rei de Navarra (1479 - 1483)
- Catarina (1468 - 1518), rainha de Navarra (1483 - 1518)